# Joanna Gleason
Pour les articles homonymes, voir Gleason.
Joanna Gleason est une actrice canadienne, née le 2 juin 1950 à Toronto (Canada).

## Biographie
Joanna Hall nait à Winnipeg, au Canada, le 2 juin 1950. Fille de Monty Hall, elle est l'ainée d'une fratrie de 3 enfants. La famille déménage aux Etats-Unis en mai 1956, s'installant tout d'abord à New York, puis à Los Angeles au début des années 1960.
Joanna Hall fait ses premières expériences théâtrales au lycée, au Beverly Hills High School. Elle a pour professeur John Ingle. Elle étudie ensuite à l'UCLA, puis à l'Occidental College, une école d'art privée dont elle est diplômée.

## Filmographie

### Cinéma
- 1986 : Hannah et ses sœurs (Hannah and Her Sisters) : Carol
- 1986 : La Brûlure (Heartburn) : Diana
- 1989 : Crimes et Délits (Crimes and Misdemeanors) : Wendy Stern
- 1991 : F/X2, effets très spéciaux (F/X2) : Liz Kennedy, assistant DA[Quoi ?]
- 1995 : Professeur Holland (Mr. Holland's Opus) : Gertrude Lang adulte
- 1996 : Edie & Pen : Maude
- 1997 : Américain impekable (American Perfekt) : Shirley Dutton
- 1997 : Boogie Nights : La mère de Dick
- 1997 : Road Ends : Armacost
- 1999 : Let the Devil Wear Black : Dr. Rona Harvey
- 2001 : Un mariage trop parfait (The Wedding Planner) : Mme Donolly
- 2006 : The Pleasure of Your Company : Lois
- 2007 : La Fille dans le parc (The Girl in the Park) de David Auburn : Sarah
- 2008 : Sex and the City, le film : une thérapeute
- 2008 : My Sassy Girl : Kitty / Tante Sally
- 2008 : The Women : Barbara
- 2009 : Mon babysitter (The Rebound) : Roberta Finklestein
- 2013 : Last Vegas : Miriam
- 2014 : The Skeleton Twins : Judy

### Télévision
- 1979 : Arnold et Willy (Diff'rent Strokes) (série télévisée) : Morgan Winslow
- 1979 - 1980 : Hello, Larry (série télévisée) : Morgan Winslow
- 1981 : Why Us? (Téléfilm) : Geri Sanborn
- 1981 : Bosom Buddies (série télévisée) : Faith Crane
- 1982 : Love, Sidney (série télévisée) : Gail
- 1983 : Great Day (Téléfilm) : Jennifer Simpson
- 1983 : Still the Beaver (Téléfilm) : Kimberly
- 1983 : Still the Beaver (série télévisée) : Kimberly
- 1991 : The Boys (Téléfilm) : Marie
- 1992 : For Richer, for Poorer (en) (Téléfilm) : Irene
- 1992 - 1995 : New York Café (Love & War) (série télévisée) : Nadine Berkus
- 1993 : Pauvre Emily (Born to Soon) (Téléfilm) : Annemarie
- 1994 : Les liens de l'amour (For the Love of Aaron) (téléfilm) : Shirley
- 1996 : Au-delà du réel : L'aventure continue (The Outer Limits) (série télévisée) : Leslie (Épisode 2.12 : Clair de lune / Inconstant Moon).
- 1996 : Urgences (ER) (série télévisée) : Iris
- 1996 : Si les murs racontaient... (If These Walls Could Talk) (Téléfilm) : Julia (1974)
- 1996 et 1998 : Tracey Takes On (série télévisée) : LeAnne / Katherine Hawkins
- 1997 : Adventures from the Book of Virtues (série télévisée) : Della Dellingham-Young (Voix)
- 1997 : Temporarily Yours (série télévisée) : Joan Silver
- 1997 : Expériences interdites (Perversions of Science) (série télévisée) : Mme Rabe
- 1997 : Murphy Brown (série télévisée) : Athena Gillington
- 1997, 1998, 1999, 2000 et 2004 : Les Rois du Texas (King of the Hill) (série télévisée) : Maddy Platter (Voix)
- 1999 : Friends (série télévisée) : Kim Clozzi
- 2000 - 2001 : Bette (série télévisée) : Connie Randolph
- 2001 : The Practice (série télévisée) : Avocate Henrietta Lighstone
- 2001 - 2002 : À la Maison-Blanche (The West Wing) (série télévisée) : Att. Jordan Kendall
- 2005 : Fathers and Sons (Téléfilm) : Silvia
- 2009 : The Unusuals (série télévisée) : Estelle Shraeger
- 2009 - 2012 : The Good Wife (série télévisée) : Juge Carmella Romano (saison 1, épisodes 9 et 15 / saison 3, épisode 20)
- 2010 : How to Make It in America (série télévisée) : La mère de Ben
- 2010 : Delocated (en) (série télévisée) : Dr. Mitchell
- 2011 : Royal Pains (série télévisée) : Evelyn Woodward